# استاریه بالگازی
استاریه بالگازی (انگلیسی: Staryye Balgazi) یک شهرک در شهرستان میاکینسکی استان باشقیرستان کشور روسیه است.